# Scutula
Scutula Tul. (skutula) – rodzaj grzybów z rodziny Byssolomataceae.

## Systematyka i nazewnictwo
Pozycja w klasyfikacji według Index Fungorum: Byssolomataceae, Lecanorales, Lecanoromycetidae, Lecanoromycetes, Pezizomycotina, Ascomycota, Fungi.
Synonimy nazwy naukowej: Hollosia Gyeln.
Nazwa polska według W. Fałtynowicza.

## Niektóre gatunki
- Scutula aggregata Bagl. & Carestia 1889
- Scutula dedicata Triebel, Wedin & Rambold 1997
- Scutula epiblastematica (Wallr.) Rehm 1890 – skutula zewnętrzna
- Scutula epicladonia (Nyl.) Zopf 1906
- Scutula heeri (Hepp ex A. Massal.) P. Karst. 1885 – skutula Heera
- Scutula krempelhuberi Körb. 1865 – skutula Krempelhubera
- Scutula miliaris (Wallr.) P. Karst. 1853 – skutula zaniedbana
- Scutula solorinaria (Nyl.) P. Karst. 1885
- Scutula stereocaulorum (Anzi) Körb. 1865
- Scutula tuberculosa (Th. Fr.) Rehm 1906

Nazwy naukowe na podstawie Index Fungorum. Uwzględniono tylko taksony zweryfikowane. Nazwy polskie według W. Fałtynowicza.